# ویکتور زز
ویکتور زَز (به انگلیسی: Victor Zsasz) یک شخصیت خیالی ابرشرور در کتاب‌های کامیک آمریکایی منتشر شده توسط دی‌سی کامیکس است که اغلب به عنوان دشمن شخصیت ابرقهرمان بتمن به‌شمار می‌رود. این شخصیت توسط نویسنده آلن گرانت و طراح نورمن بریفوگل خلق شده‌است؛ که برای اولین بار در شمارهٔ ۱ بتمن: سایه خفاش (ژوئن ۱۹۹۲) حضور پیدا کرد. او یک بیمار سایکوپاتی و آدم‌کشی زنجیره‌ای است که معمولاً قربانیان خود را با بریدن گلوی آن‌ها توسط چاقو از پای در می‌آورد و سپس برای هر قربانی بوسیلهٔ چاقو یک علامت شمارشی مشخص بر روی بدن خود حک می‌کند. او متعلق به جمعی از دشمنان بتمن است که فهرست جنایتکاران و مجرمین لیست او را تشکیل می‌دهد. نام او برگرفته از روان‌شناس آمریکایی توماس ساس است.
این شخصیت تا کنون به شکل‌های مختلف و در رسانه‌های مختلفی ظاهر شده‌است که از قابل توجه‌ترین آن‌ها می‌توان به صداپیشگی دانی جاکوبز در مجموعه بازی‌های ویدئویی بتمن: آرکهام اشاره کرد. در مجموعه تلویزیونی گاتهام، هنرپیشه آمریکایی آنتونی کریگن، و تیم بوث در فیلم بتمن آغاز می‌کند (۲۰۰۵) نقش ویکتور زز را ایفا کرده‌اند. همچنین کریس مسینا در دنیای سینمایی دی‌سی و فیلم پرندگان شکاری (۲۰۲۰) وظیفه بازی در این نقش را بر عهده دارد.